# Дзибело
Дзибѐло (на италиански: Zibello, на местен диалект Zibèl, Дзибел) е село в северна Италия, община Полезине Дзибело, провинция Парма, регион Емилия-Романя. Разположено е на 35 m надморска височина.